# Madrepora oculata
Madrepora oculata är en korallart som beskrevs av Carl von Linné 1758. Madrepora oculata ingår i släktet Madrepora och familjen Oculinidae. Inga underarter finns listade i Catalogue of Life.

## Bildgalleri

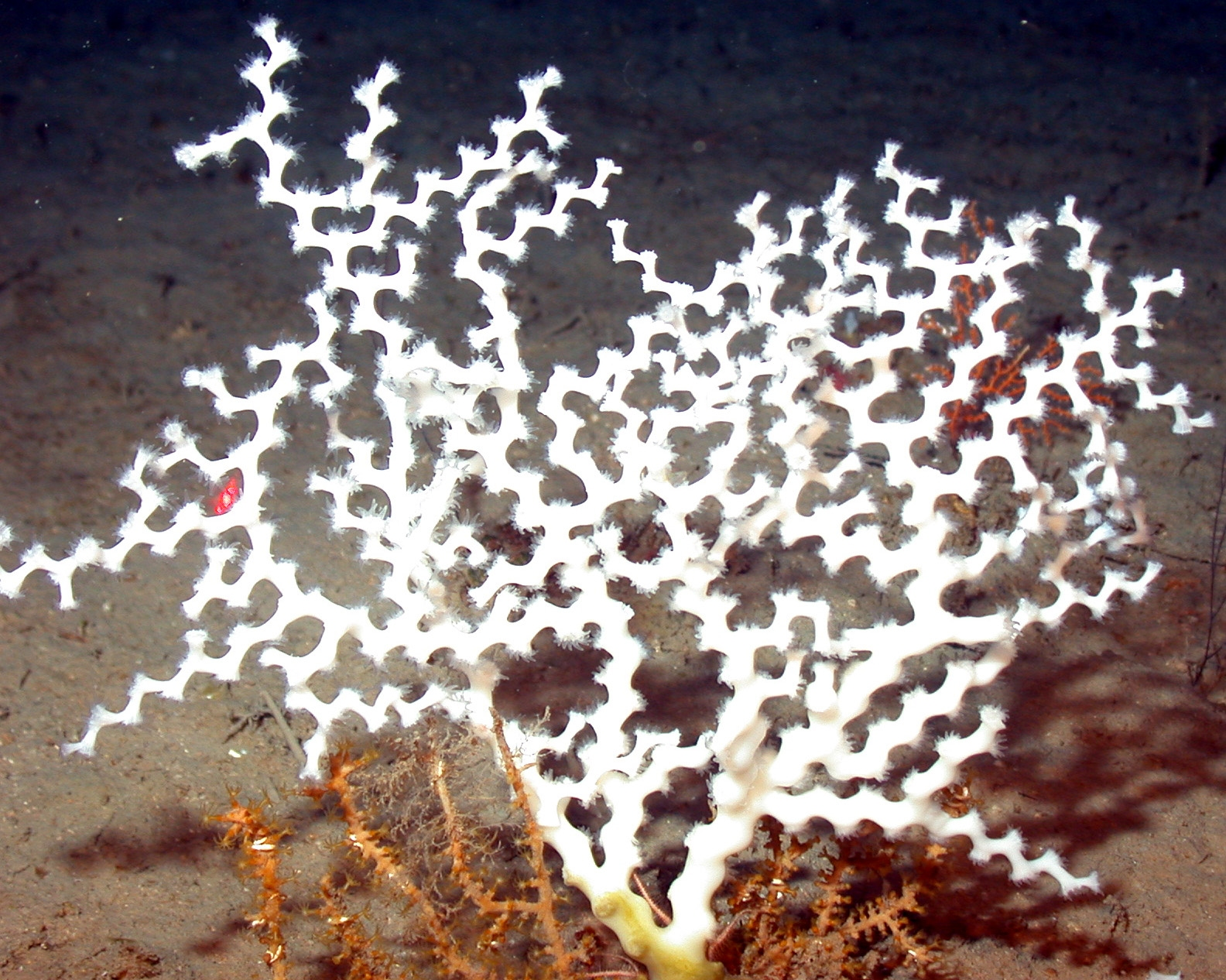
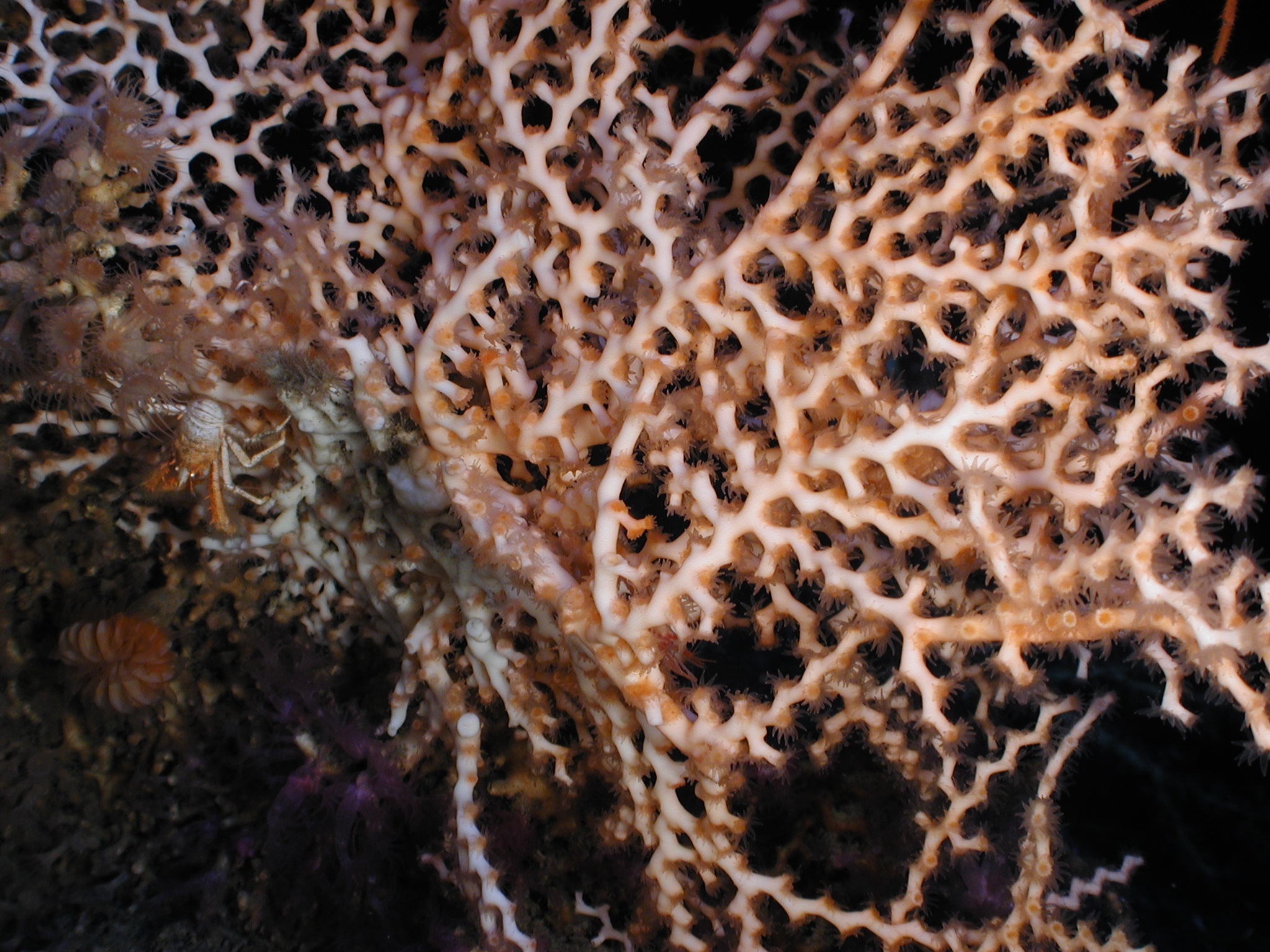
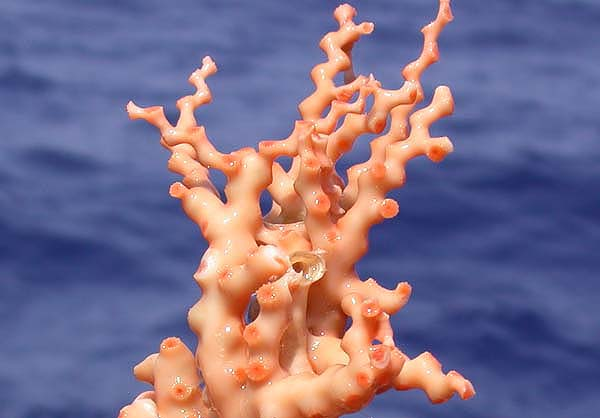
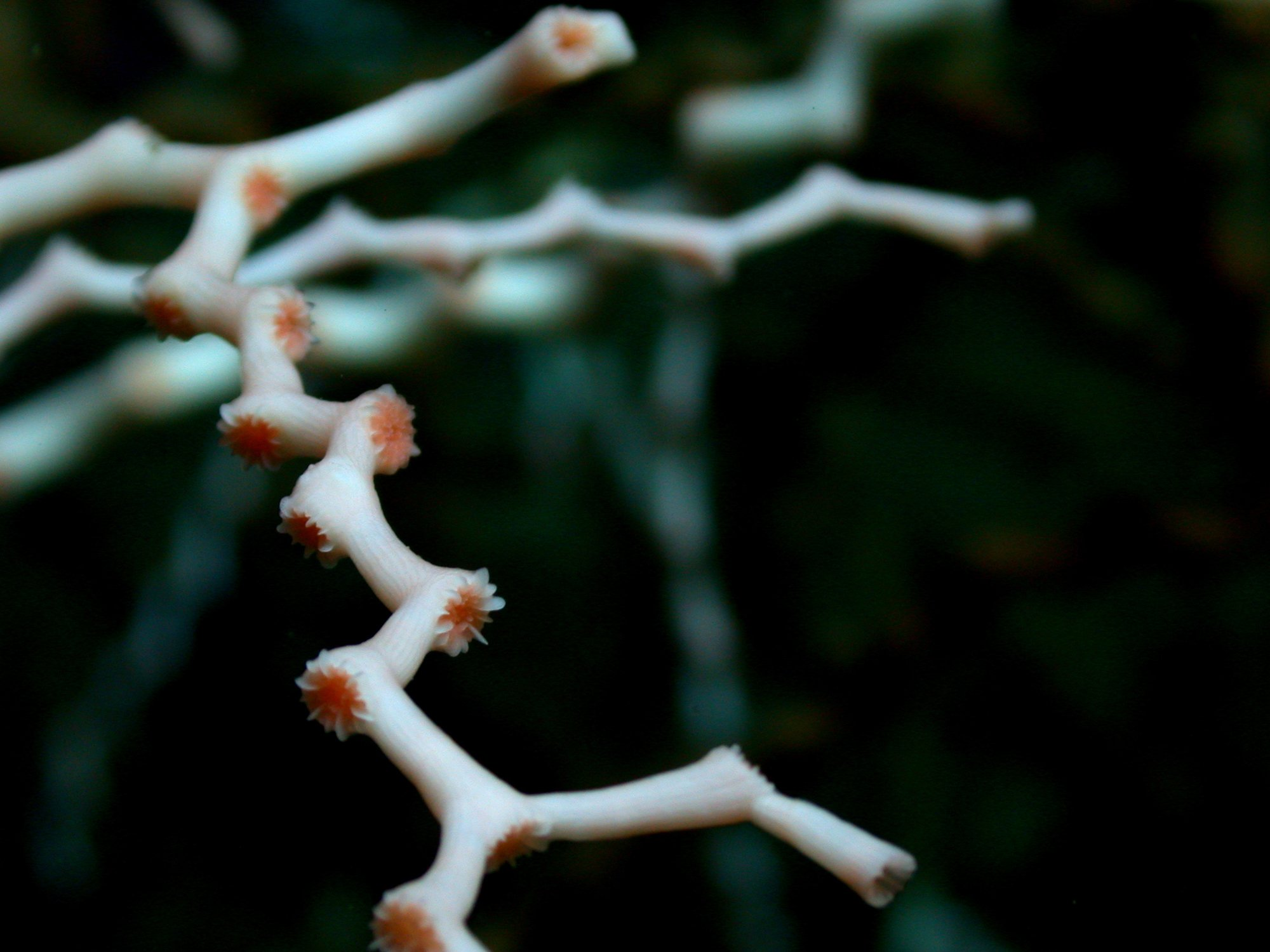